# Llista de classes d'animals
La següent és una llista de classes de cada embrancament del regne Animalia.

## Acanthocephala
- Archiacanthocephala
- Eoacanthocephala
- Palaeacanthocephala

## Acoelomorpha
- Acoela
- Nemertodermatida

## Annelida
- Archiannelida
- Clitellata
- Myzostomida
- Polychaeta

## Arthropoda

### Chelicerata(subembrancament d'Arthropoda)
- Arachnida
- Merostomata
- Pycnogonida

### Crustacea(subembrancament d'Arthropoda)
- Branchiopoda
- Cephalocarida
- Malacostraca
- Maxillopoda
- Ostracoda
- Remipedia

### Hexapoda(subembrancament d'Arthropoda)
- Entognatha
- Insecta

### Myriapoda(subembrancament d'Arthropoda)
- Chilopoda
- Diplopoda
- Pauropoda
- Symphyla

## Brachiopoda
- Craniforma
- Lingulata
- Rhynchonellata

## Bryozoa
- Gymnolaemata
- Phylactolaemata
- Stenolaemata

## Chaetognatha
- Archisagittoidea
- Sagittoidea

## Chordata

### Cephalochordata(subembrancament d'Chordata)
- Cephalochordata

### Urochordata(subembrancament d'Chordata)
- Appendicularia
- Ascidiacea
- Thaliacea

### Vertebrata(subembrancament de Chordata)

#### Agnatha(superclasse del subembrancament Vertebrata)
- Cephalaspidomorphi
- Myxini

#### Gnathostomata(superclasse del subembrancament Vertebrata)
- Amphibia
- Aves
- Chondrichthyes
- Mammalia
- Osteichthyes
- Reptilia
- Synapsida

## Cnidaria
- Anthozoa
- Cubozoa
- Hydrozoa
- Scyphozoa
- Polypodiozoa

## Ctenophora
- Tentaculata
- Nuda

## Cycliophora
- Eucycliophora

## Echinodermata

### Crinozoa(subembrancament d'Echinodermata)
- Crinoidea

### Asterozoa(subembrancament d'Echinodermata)
- Asteroidea
- Ophiuroidea
- Concentricycloidea

### Echinozoa(subembrancament d'Echinodermata)
- Echinoidea
- Holothuroidea

## Echiura
- Echiuroidea
- Heteromyota
- Xenopneusta

## Entoprocta
- Loxosomatida
- Pedicellinida
- Urnatellida

## Gastrotricha
- Macrodasyda
- Chaetonotida

## Gnathostomulida
- Filospermoidea
- Bursovaginoidea

## Hemichordata
- Enteropneusta
- Pterobranchia

## Kinorhyncha
- Cyclorhagida
- Homalorhagida

## Loricifera
- Loricifera

## Micrognathozoa
- Micrognathozoa

## Mollusca
- Aplacophora
- Bivalvia
- Cephalopoda
- Gastropoda
- Monoplacophora
- Polyplacophora
- Scaphopoda

## Nematoda
- Adenophorea
- Secernentea

## Nematomorpha
- Gordioidea
- Nectonematoida

## Nemertea
- Anopla
- Enopla

## Onychophora
- Onychophora

## Orthonectida
- Orthonectida

## Phoronida
- Phoronida

## Placozoa
- Trichoplacoidea

## Platyhelminthes
- Cestoda
- Monogenea
- Trematoda
- Turbellaria

## Porifera
- Calcarea
- Demospongiae
- Hexactinellida

## Priapulida
- Halicryptomorpha
- Priapulimorpha
- Seticoronaria

## Rhombozoa
- Dicyemida
- Heterocyemida

## Rotifera
- Bdelloidea
- Monogononta
- Seisonidea

## Sipuncula
- Phascolosomatidea
- Sipunculidea

## Tardigrada
- Eutardigrada
- Heterotardigrada

## Xenoturbellida
- Xenoturbellida